# Neelix

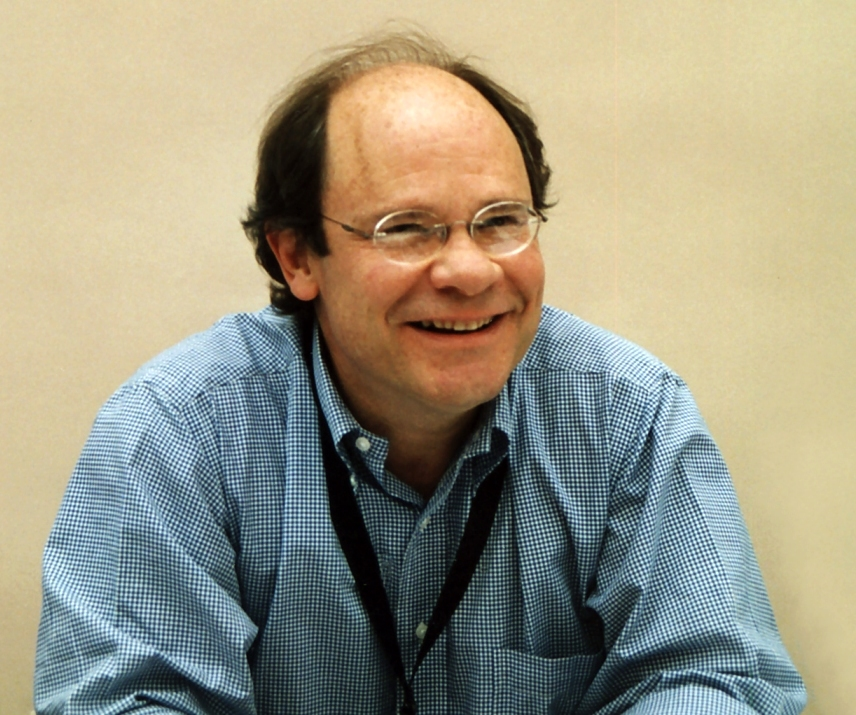
Ethan Phillips da vida a Neelix

Neelix es un personaje de ficción de la serie  Star Trek: Voyager es un talaxiano oriundo de Rinax, una luna del planeta Talax, en el cuadrante Delta, aunque su bisabuelo fue mylean. Su familia entera fue muerta en un conflicto con el Orden Haakoniano. Esto siempre atormenta Neelix, aunque lo oculta con su alegre personalidad; es interpretado por el actor Ethan Phillips. 

## Historia del personaje
```
En el episodio piloto de "El Guardián", (temporada 1, capítulo 1) Neelix, un oportunista comerciante de chatarra de naves espaciales, engaña a la Capitana 
Kathryn Janeway
 para rescatar a su novia ocampa 
Kes
 de los kazon. Posteriormente, ambos se unen a la tripulación del USS Voyager. 
Él llega con su pequeña nave personal, que se utiliza en algunos episodios de la serie. Neelix ofrece sus servicios a la capitana Kathryn Janeway, como guía en el Cuadrante Delta. También se nombra a sí mismo "oficial de moral", y pronto se hace cargo del comedor y se convierte en cocinero, debido a que los replicadores tienen que ser racionados por las bajas reservas de energía de la Voyager, lo que limita las fuentes de alimentación. Janeway tolera a Neelix con una mezcla de diversión y leve frustración, debido a su festivo, impulsivo y ruidoso carácter. 
```

```
Aunque Kes y Neelix están involucrados en una relación romántica a bordo de la 
Voyager
, Kes termina con Neelix a causa de sus celos y posesividad. Sin embargo, los dos siguen siendo buenos amigos. 
```

```
Neelix considera al jefe de Seguridad 
Tuvok
 un amigo, y siempre está tratando de "animar" al 
vulcano
. Esta relación se prolonga a lo largo de toda la serie, como una constante de humor involuntario de contrapunto (al estilo de la serie "
El gordo y el flaco
"), donde un integrante del dueto es serio y circunspecto, y el otro torpe dulce y amoroso, lo que rompe la formalidad: en la Voyager, Tuvok, a su vez, sólo tolera a Neelix. Como vulcano, él dice que no tiene amigos, sólo compañeros, y su actitud hacía él apenas cambia, incluso después de ser fusionados por un accidente de trasportador que provocó la creación de un híbrido denominado "Tuvix" (Temporada 2, capítulo 24, "Tuvix"); finalmente, logran resolver sus problemas, y se convierten en amigos. Neelix también está muy unido a 
Samantha Wildman
 y su hija 
Naomi Wildman
, de la que es padrino. 
```

```
Las creencias religiosas de Neelix nunca son plenamente expuestas en la serie, pero cree en una versión talaxiana de la otra vida, dominada por un árbol proverbial. Él pierde esta fe después de haber estado muerto por varias horas, y al no tener la visión de este 
paraíso
 durante su experiencia, después de ser devuelto a la vida con la tecnología de 
nanosondas
 empleada por la ex 
borg
 
Siete de Nueve
. Neelix se angustia tanto, que considera el suicidio, pero 
Chakotay
 le convence de que la vida es digna de ser vivida, independientemente del Más Allá. Su amor por Naomi lo terminan de convencer (Temporada 4, Capítulo 12, "Lapso Mortal"). 
```

```
Neelix abandona la 
USS Voyager
 en el episodio 23 de temporada 7 "Un hogar para Neelix", cuando él se va a vivir a un asteroide donde se ubicó una colonia de exiliados talaxianos. Janeway designa a Neelix como el "Oficial" Embajador de la Flota en el Cuadrante Delta, (en realidad el único cargo con jerarquía de la Federación de los varios que desempeña). La última aparición de Neelix es el capítulo 25 de la misma temporada, cuando juega Kadis-kot (un juego de mesa de ficción de Star Trek) con Siete de Nueve en teleconferencia, antes de que el asteroide donde vive salga del rango de comunicaciones.
```

## Características del personaje
El personaje de Neelix es por demás interesante: bajo su fachada de bonachón oculta facetas claves para la serie misma; él es un exiliado, sobreviviente de la guerra sin tierra o familia, lo que es una meta-figura de la Voyager misma y su tripulación, quienes son expulsados de su hogar para vivir su destierro lejos de casa; por decirlo de una forma, Neelix es un "huérfano entre los huérfanos", por lo que él cree que nunca tendrá un lugar propio en la tripulación; aunque disfruta su estancia en la nave, llena de comodidades y lujos no se siente merecedor de ellos, en el capítulo 13 de la temporada 3 "Trato justo" traiciona a la tripulación con tal de conseguir un mapa astrométrico que necesita para seguir siendo útil a la Capitán debido a que habían llegado a una zona del cuadrante delta desconocida para él; arrepentido corrige la situación y decide abandonar la nave en forma de castigo, pero la capitana le aclara: "No es tan fácil deshacerse de nosotros, usted ya forma parte de esta familia (la Voyager) y tiene responsabilidades para con ella" ella le conmuta la pena por varias semanas de limpieza de los tubos Jefferies (castigo común en la Flota Estelar).

## La cocina de Neelix
Un recurso usado comúnmente a lo largo de la serie es la cocina de Neelix; esta se instala en el comedor privado de la capitana en el área del comedor, sin la autorización de Jenaway (al principio Neelix desconocía el protocolo de la Federación para la cadena de mando); sin embargo la Capitán accede debido a la necesidad de alimentos cocinados que eviten el uso de los replicadores que consuman las pocas reservas de la nave; Su novia Kes se da a la tarea de cultivar verduras en un jardín hidropónico instalado en una de las cubiertas de carga de la nave. Neelix se da a la tarea de alimentar a la tripulación con platillos del Cuadrante Delta, su sazón es muy condimentada y pesada, por lo que muchos de los oficiales deben visitar continuamente la enfermería con severos cuadros de gastritis; Neelix tiene especial gusto por un tubérculo llamado raíz de leola (especie ficticia) similar al camote de jengibre de gusto amargo y penetrante que él considera irresistible.
Neelix se esfuerza en agradar a la tripulación recreando platillos del Cuadrante Alfa con su peculiar "sazón"; pone especial cuidado en la comida ceremonial de las diferentes especies que tripulan la nave como el pastel de sangre Klingon utilizado en la ceremonia del Día del Honor o las desabridas sopas vulcanas. Mira con desconfianza la comida de replicador, pues lo considera su competencia.

## Las múltiples funciones de Neelix
Neelix es el integrante de la Voyager con más cargos y encomiendas:
Neelix ingresó a la nave como asesor y guía de Jenaway.
Además de ser cocinero en jefe de la Voyager es "Oficial de Moral", título que se atribuye a sí mismo en el capítulo "La nebulosa" (temporada 1 capítulo 6) como una forma de enfrentar sus propios miedos; por lo que en adelante, cada vez que ve a algún miembro de la tripulación deprimido o preocupado lo aborda con un platillo sorpresa y un buen consejo.
Asimismo, Jenaway aprovecha sus inusitadas dotes diplomáticas para negociar con las más exóticas especies del Cadrante Delta, por lo que lo nombra Embajador de la nave (Temporada 3 capítulo 12, "Macrovirus"), esta labor es utilizada en múltiples ocasiones y resulta por demás conveniente.
Al finalizar la serie, en el ya mencionado episodio "Un hogar para Neelix", es nombrado "Embajador de la Federación Unida de Planetas en el Cuadrante Delta".
Aunque no es un cargo de la Federación, Neelix es el padrino de Naomi Wildman, por lo que la asiste en sus estudios, la arropa para dormir, espanta "los monstruos" escondidos debajo de la cama y le cuenta amorosas historias para dormir (Temporada 5, capítulo 5, "érase una vez").
Neelix intentó formarse como oficial de seguridad bajo las órdenes de Tuvok en el capítulo "Trato justo" en un intento de ser útil en la Voyager después de que ya no pudiera funcionar como guía de la nave, sin embargo, Tuvok no lo apoya.

## Trivia
Neelix es el único ser que ha sido capaz de hacer bailar a un vulcano en "un Hogar para Neelix".
También posee el récord de reanimación después de la muerte clínica (más de 18 horas) en "Lapso mortal".